# Butera
Butera là một đô thị ở tỉnh Caltanissetta, ở tây nam của đảo Sicilia. Các đô thị giáp ranh là Gela, Licata, Mazzarino, Ravanusa và Riesi. Butara có dân số 5.063 người và có tọa lạc cách thành phố Caltanissetta 49 km.

## Thành phố kết nghĩa
- Gevelsberg, North Rhine-Westphalia, Đức